# Nicolò Tron (politico e imprenditore)
Nicolò Tron (Padova, 21 settembre 1685 – Venezia, 31 gennaio 1771) è stato un politico, imprenditore e agronomo italiano, cittadino della Repubblica di Venezia.
Nobile veneziano, fu ambasciatore giovanissimo della Repubblica di Venezia presso la corte inglese; di ritorno in Italia, cercò di importare le novità tecnologiche e organizzative viste all'estero fondando il lanificio di Schio, organizzando con criteri moderni le sue tenute agricole e attivandosi in campo politico per favorire e incentivare le imprese venete.

## Biografia

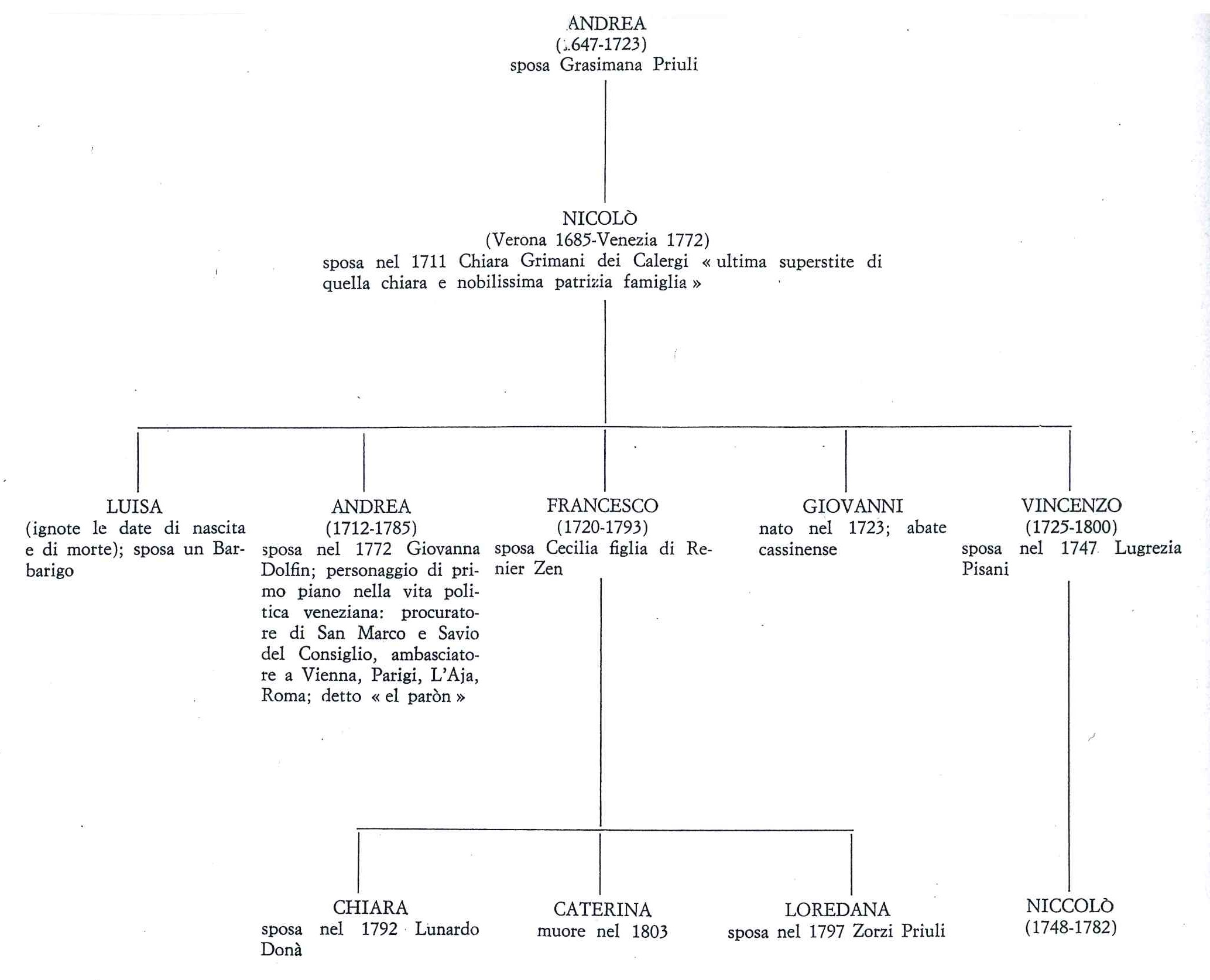
Albero genealogico di Nicolò Tron

Nacque in una nobile famiglia veneziana, discendente dall'omonimo doge di Venezia vissuto due secoli prima; frequentò il collegio dei Nobili di Parma e giovanissimo intraprese la carriera politica come Savio agli Ordini, prima carica senatoriale a cui potevano aspirare i giovani patrizi. Nel 1711 sposò Chiara Grimani di Francesco, a detta dei contemporanei una delle più belle dame del tempo, che nel giro di un anno, il 3 ottobre 1712, gli diede alla luce il primogenito Andrea, che a sua volta intraprenderà una brillante carriera politica diventando il cosiddetto "paròn del Senato".

### Ambasciatore a Londra
Nello stesso anno, il 10 dicembre, Nicolò Tron venne nominato ambasciatore presso la regina Anna di Gran Bretagna. Il compito affidatogli era di cercare sostegno presso la corte britannica nelle guerre che la Serenissima stava conducendo contro i turchi. Tron arrivò a Londra un anno e mezzo più tardi, nel giugno 1714; nel frattempo alla regina Anna era succeduto Giorgio I. All'ambiente di corte, però, il Tron sembrava preferire la frequentazione di scienziati e matematici, quali Isaac Newton, che lo nominò fellow alla Royal Society, John Theophilus Desaguliers, matematico e fisico francese fondatore il 14 giugno 1714 della Gran Loggia, ossia della moderna massoneria, e imprenditori tra quali Benjamin Berck, celebre fabbricante di panni-lani che gli fece vedere le più moderne tecniche utilizzate in Inghilterra per tali manifatture. Il governo di Venezia non era particolarmente compiaciuto della vita che l'ambasciatore stava conducendo, e dopo avergli mandato qualche missiva di richiamo ai suoi doveri, decise di affiancargli una sorta di luogotenente, un certo cavalier Giacomo Querini, la cui presenza venne accettata e sopportata dal Tron senza particolari problemi.
Alla fine del suo mandato, Giorgio I nominò il Tron cavaliere dell'ordine di San Giorgio, titolo appena costituito dal nuovo monarca, ma non concesse gli appoggi militari che Venezia avrebbe sperato: l'Inghilterra preferiva probabilmente curare i propri interessi commerciali con le potenze orientali, turchi compresi, piuttosto che muovere loro guerra; oppure l'ambasciatore non aveva insistito abbastanza. In compenso, grazie all'amicizia che aveva stretto con l'ambasciatore spagnolo, il Tron ottenne da quest'ultimo un contingente di sei navi.

### Ritorno in patria

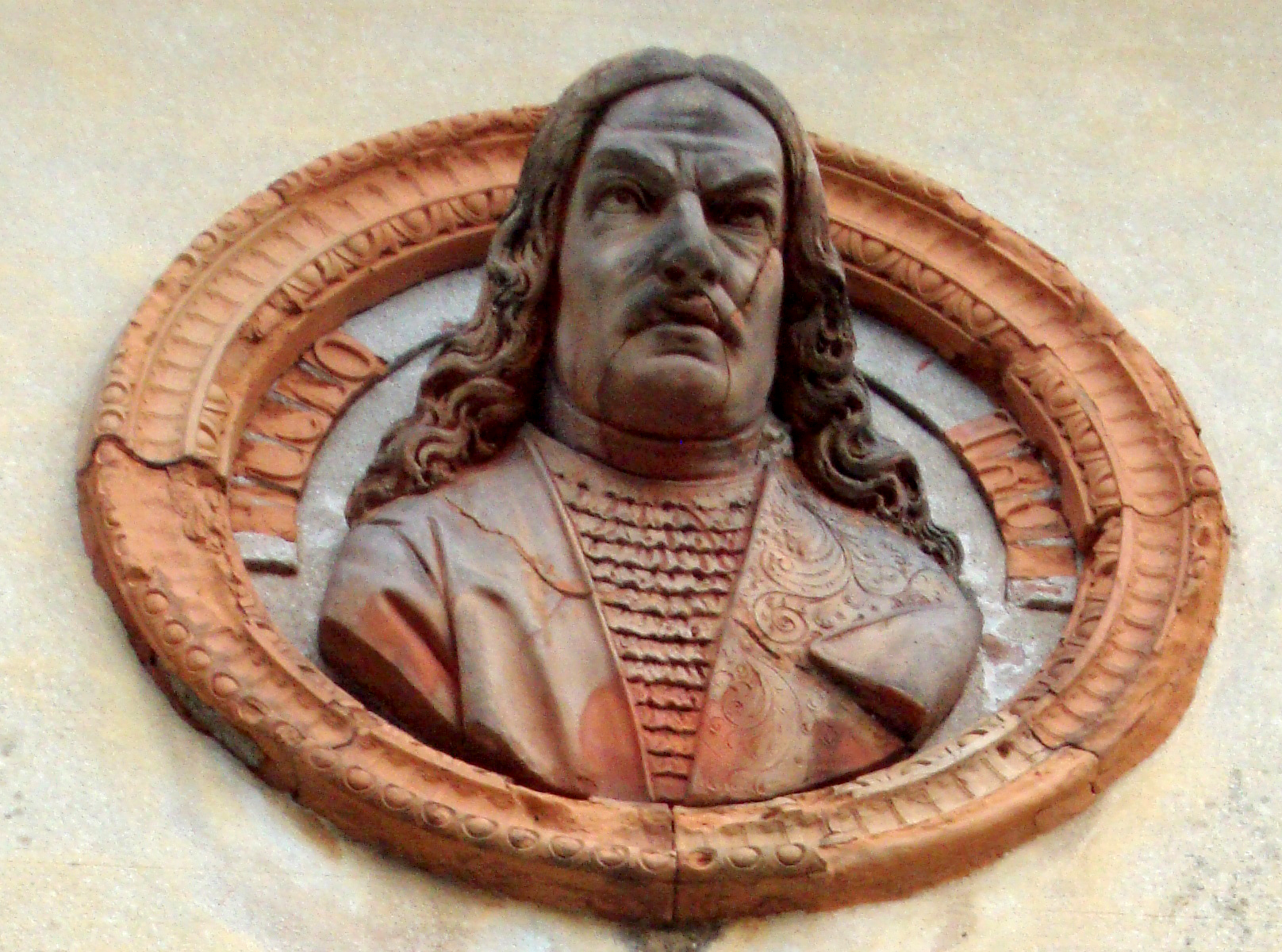
Medaglione di Nicolò Tron, particolare della facciata del Teatro Jacquard di Schio

Di ritorno a Venezia nell'estate 1717, Nicolò Tron portò con sé tecnici e macchinari per diffondere le innovazioni tecniche e scientifiche che aveva visto in Inghilterra. L'attività che lo coinvolse maggiormente fu la creazione del lanificio di Schio, ma fu attivo anche nella riorganizzazione dei suoi possedimenti terrieri in Anguillara e altro.
In Inghilterra aveva avuto modo di vedere le prime pompe idrauliche a vapore realizzate da Thomas Savery a partire dal 1698 e perfezionate da Thomas Newcomen e da Denis Papin, macchine in vendita a partire dal 1712. La tecnologia era ancora rudimentale e poco efficiente, ma il Tron ne comprese l'importanza e fece arrivare tecnici inglesi in Italia per ricreare tale macchina nelle sue tenute agricole in Anguillara Veneta al fine di bonificare le zone paludose. L'impresa non ebbe il successo sperato, anche per la morte di un inglese e la defezione di un altro; ma questo non impedì al Tron di far approntare macchinari identici nelle colline intorno a Schio, nelle zone denominate Tretto, per utilizzarle nel drenaggio dell'acqua nelle miniere di caolino e carbone.
Questa tecnologia era probabilmente ancora troppo immatura per mostrare risultati economicamente validi, per cui rimase un esperimento senza seguito confinato alle due località citate. Fu comunque la prima volta che tali macchinari venivano approntati fuori dai confini inglesi.
Intorno a queste miniere, e probabilmente alle macchine a vapore installate, lavorò anche James Stirling detto "il veneziano", matematico scozzese conosciuto in Inghilterra, fuggito da quel paese a seguito della persecuzione dei giacobiti, e riparato in Italia sotto la protezione del Tron; a quest'ultimo nel 1717 dedicò il trattato Lineae tertii ordinis Newtonianæ. Probabilmente sia il Tron sia il matematico stesso speravano che gli fosse affidata la cattedra di matematica all'Università degli Studi di Padova, cosa che non avvenne, nonostante l'influenza politica del protettore: risulta infatti solo una visita di Stirling all'ateneo il 25 marzo 1721. Questa mancata assegnazione fu probabilmente dovuta al prevalere nella cattedra di matematica patavina dei seguaci delle teorie del tedesco Leibniz a discapito della scuola inglese newtoniana.

### Lanifici di Schio e di Follina

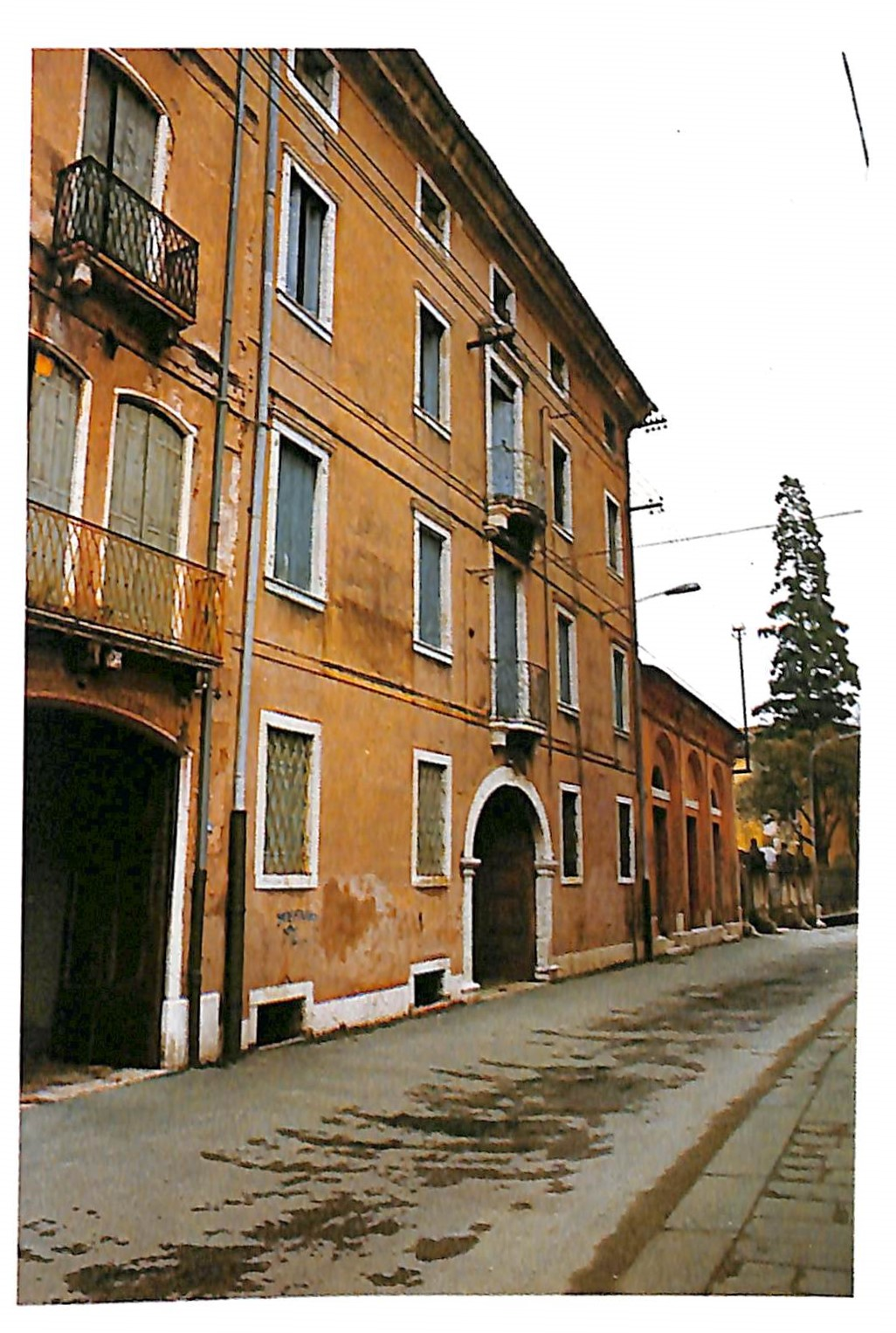
Edificio della fabbrica di Nicolò Tron situato in Via Pasubio al numero civico 154, Schio.

L'opera di maggior rilievo nella vita del Tron fu senza dubbio la fondazione del lanificio omonimo nel comune di Schio. Appena tornato in patria alla fine del suo mandato di ambasciatore, il neo cavaliere tentò di importare tecnologie e metodi nella città di Venezia. Qui però trovò la netta opposizione delle corporazioni laniere, che lo indussero a rivolgere la propria attenzione e i propri investimenti altrove. Così scelse di impiantare la sua manifattura a Schio: questo comune aveva da poco (1701) ottenuto da Vicenza il permesso di produrre i cosiddetti panni alti, ossia i tessuti più pregiati e quelli destinati all'esportazione. Qui nel 1718 Tron trovò un ambiente in evoluzione, dove le corporazioni non erano potenti come a Venezia o Padova, con manodopera numerosa, specializzata e a basso costo. Prese in affitto un laboratorio con annesso terreno, fece arrivare 9 tecnici inglesi con famiglie al seguito, iniziò la produzione di tessuti di tipo fine e finissimo con nuove tecnologie di tessitura, di tintoria e di utilizzo di materie prime. Con un comportamento che a ragione adesso definiremmo d'altri tempi, il Tron, almeno inizialmente, lasciava aperta la porta della sua azienda in modo che anche le altre aziende della zona prendessero visione e coscienza delle nuove tecnologie. In pochi anni la sua impresa contava 26 telai, produceva 300 pezze all'anno e dava lavoro a 600 persone.
Questo forte sviluppo iniziale non ebbe lunga durata: negli anni successivi la produzione diminuì, e dal 1726 il Tron affidò la gestione dell'azienda a vari amministratori, condividendone in seguito anche la proprietà. Le ragioni per tale crisi sono state oggetto di numerosi studi e possono essere così elencate:
- difficoltà nel commercializzare un nuovo prodotto, i cui costi non erano ancora competitivi con i tessuti importati dall'estero, in particolare dai paesi europei ad Est;
- il fatto che il Tron non curò più direttamente gli interessi dell'azienda, affidandone la gestione a terzi;
- i problemi legati alla gestione del personale composto in buona parte da persone che affiancavano il lavoro della tessitura con il lavoro nei campi e che spesso svolgevano il proprio lavoro a domicilio, rendendo così arduo quello che attualmente viene chiamato "controllo della qualità";
- la concorrenza non solo dei mercati esteri, ma anche quella delle piccole aziende circostanti, che in fretta appresero e misero in pratica le novità tecnologiche non solo guardando quello che avveniva nell'azienda del nobile veneziano, ma assumendone i migliori operai quando questi stessi non lasciavano il lanificio per impiantare una loro nuova azienda.

Anche per aggirare la crisi del lanificio di Schio, nel 1749 il Tron acquisì in società con il tedesco Giorgio Sthal, che ne divenne direttore, lo storico lanificio di Follina, azienda florida e di notevoli dimensioni nella fine del '600, ma in profonda crisi alla metà del '700. Come era avvenuto per Schio, introdusse nuove lavorazioni, le londrine seconde, fece arrivare tecnici stranieri e impiegò nuove tecnologie e nel giro di pochi anni la manifattura dava lavoro ad un migliaio di persone diventando una delle fabbriche più grandi d'Italia. A partire dal 1766 lavorò prima nel lanificio di Schio e successivamente in quello di Follina il francese Jean Pierre Douarche, che introdusse la spoletta volante inventata da John Kay, la quale dimezzava la manodopera necessaria alla tessitura.

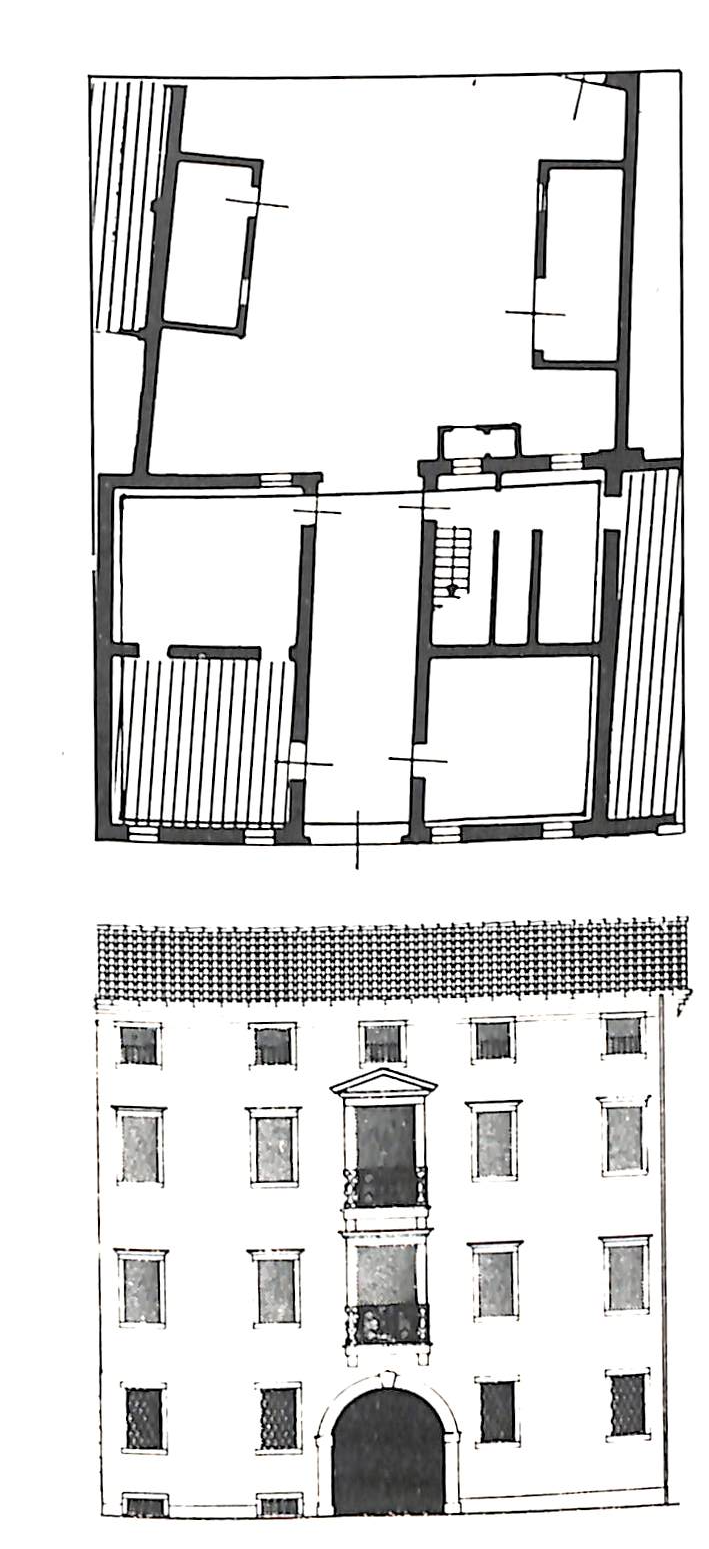
Pianta e prospetto dell'opificio di Niccolò Tron in via Pasubio a Schio
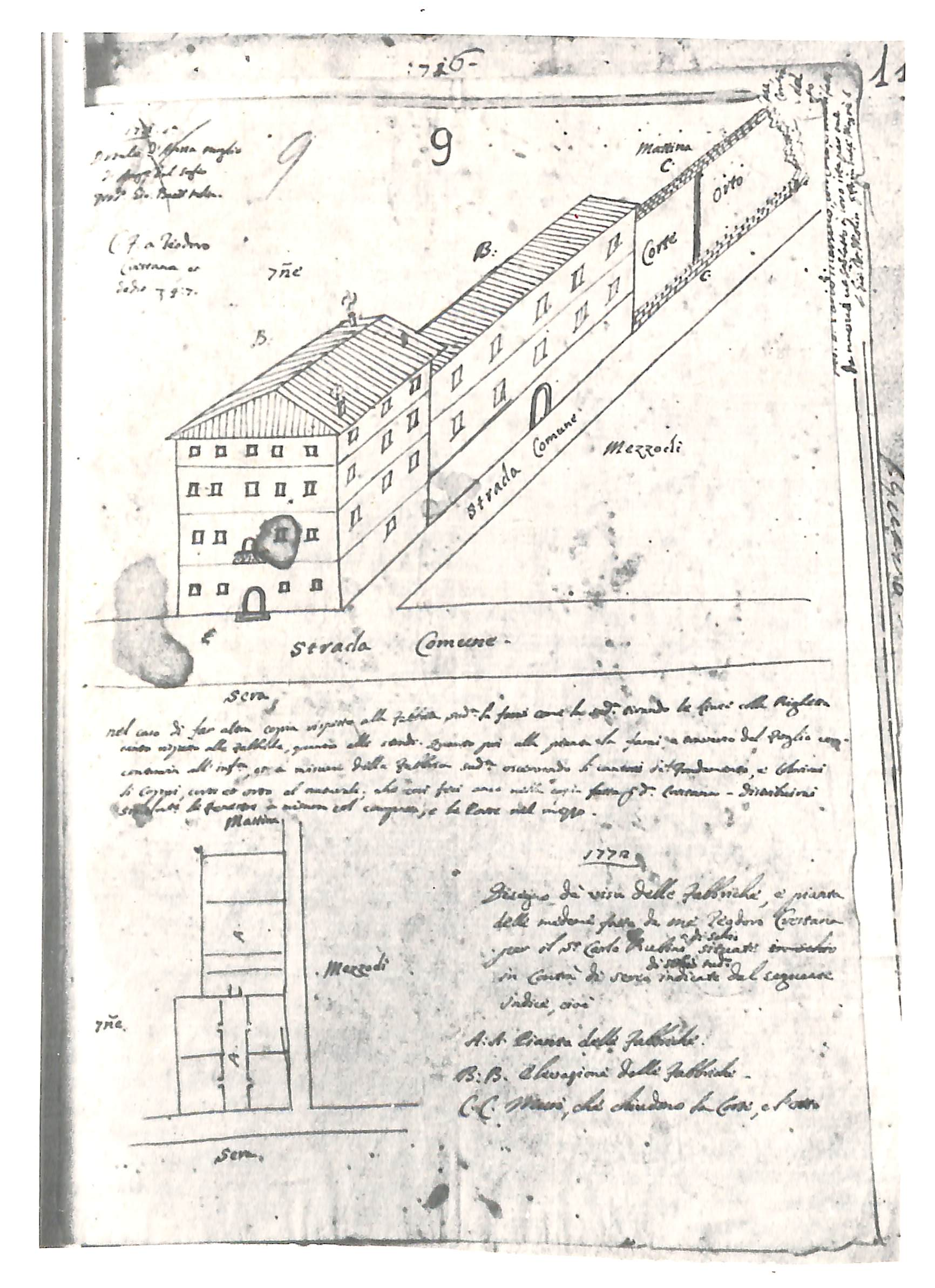
Prospetto delle fabbriche di Nicolò Tron a Schio

### Attività politica
Per i propri contemporanei, Nicolò Tron fu soprattutto un politico interessato all'economia e alla finanza della Repubblica di Venezia. In particolare nel 1726 venne eletto savio alla Mercanzia, nel 1737 fu nominato Capitano di Padova e dal 1739 al 1741 resse la carica di provveditore Generale nella Patria del Friuli. Nelle sue azioni politiche cercò soprattutto di favorire le imprese venete contro la soverchiante concorrenza delle merci provenienti dall'estero.
L'aiuto che fece arrivare alle imprese poteva essere costituito da provvedimenti ad-hoc: ad esempio i privilegi ottenuti per il suo lanificio di Schio quali l'esenzione dal pagamenti di dazi e l'esclusività di alcune produzioni e delle materie prime importate. Provvedimenti simili vennero attuati anche per altre manifatture, ad esempio l'abbassamento dei dazi sulla seta in favore alla fabbrica di Tolmezzo di Jacopo Linusso.
Un altro aiuto venne dal potenziamento delle vie di comunicazione, da sempre carenti nel territorio veneto. Mentre era provveditore ad Udine fu realizzato il collegamento tra Palmanova e la laguna di Murano al fine di favorire i commerci con Venezia e incentivare le manifatture di seta del territorio friulano.
Per contrastare la frammentazione delle manifatture venete, già nei primi anni dopo la sua esperienza di ambasciatore fondò la Compagnia della nuova Istituzione, società di nobili e borghesi per la produzione e il commercio dei panni destinati all'esportazione. In un'epoca in cui la politica di Venezia non stava più al passo con i tempi, la sua figura di uomo politico e allo stesso tempo imprenditore costituì un punto di riferimento per il mondo imprenditoriale veneto.

## Eredità

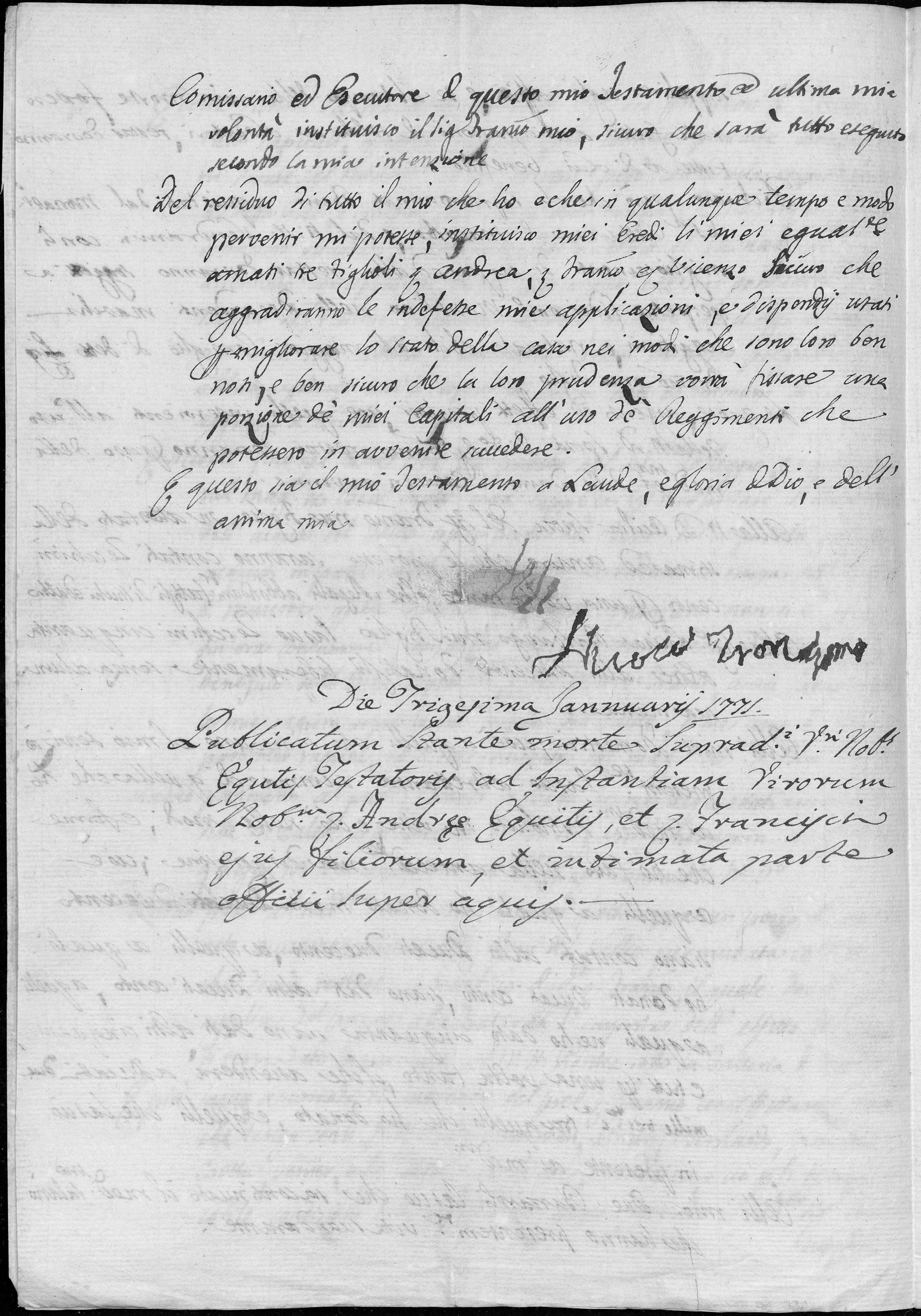
Quarta pagina del testamento di Nicolò Tron

Delle molte attività intraprese dal Tron, quella che lasciò più il segno nel tempo fu il lanificio di Schio.
Alla morte del Tron, la proprietà era condivisa con un certo Francesco Rubini, un ex-operaio del lanificio che era diventato poi imprenditore; dopo 5 anni questi acquistò la parte ereditata da Francesco Tron, figlio di Nicolò, e a fine secolo portò l'azienda ad un nuovo periodo di crescita e floridità. Poi, con successive vicende e passaggi di proprietà, l'azienda passerà ad Alessandro Rossi, il fondatore della Lanerossi, uno dei maggiori lanifici al mondo nella seconda metà dell'Ottocento.

### Dediche

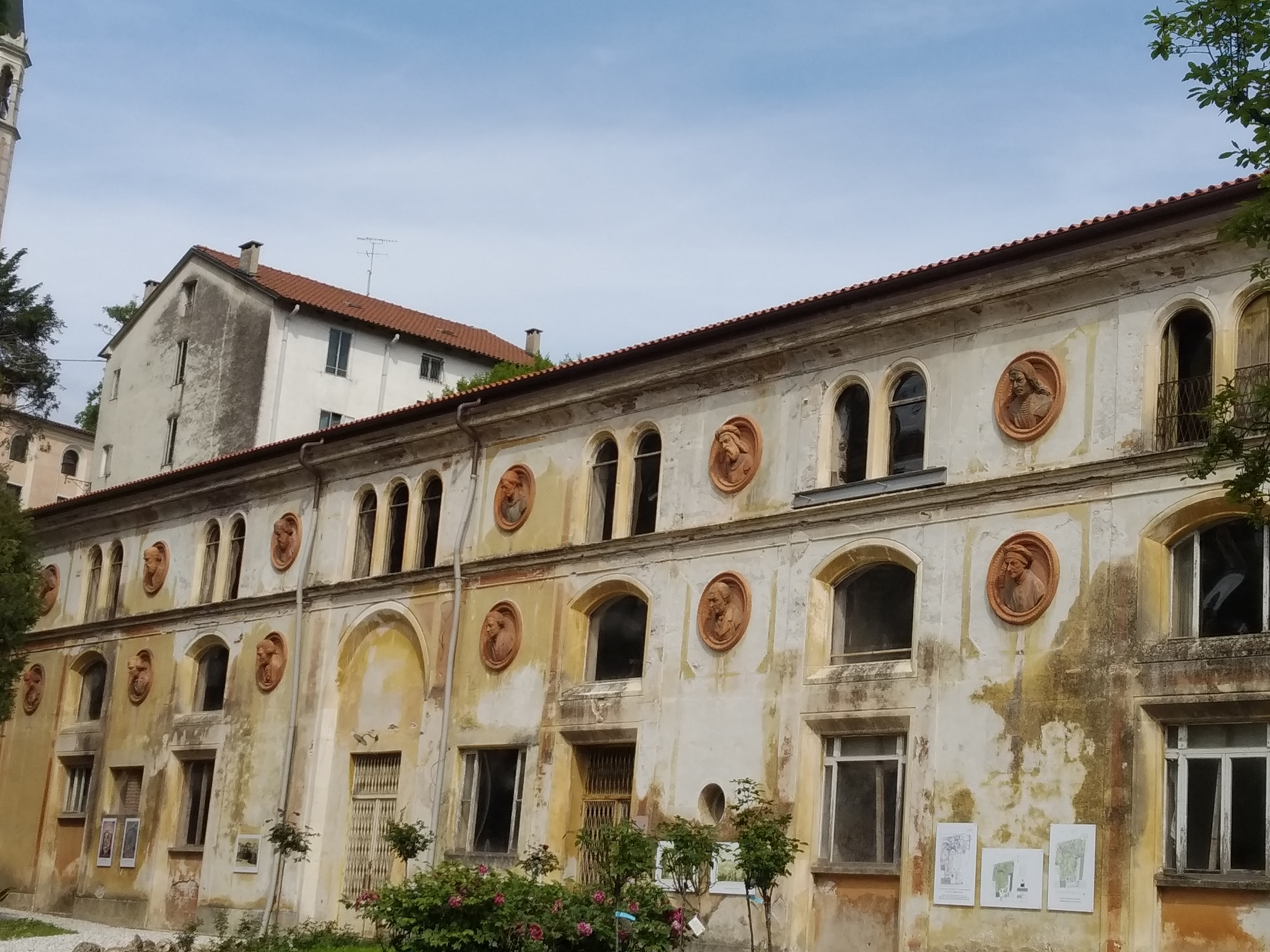
Facciata teatro nel giardino Jacquard a Schio

- Nel Prato della Valle a Padova gli è stata dedicata una statua, in cui è rappresentato con ai piedi una cornucopia, simbolo dell'abbondanza nel commercio;
- A Schio gli è dedicato un busto posto sulla facciata del palazzo Toaldi Capra, che fino al 1980 era denominato "Palazzo Tron";
- Ancora a Schio un altro busto in terracotta decora la facciata del teatro Jacquard, ubicato in prossimità di dove un tempo esisteva l'opificio di Tron;
- Sempre a Schio infine gli sono stati intitolati il liceo scientifico[3] e una via.

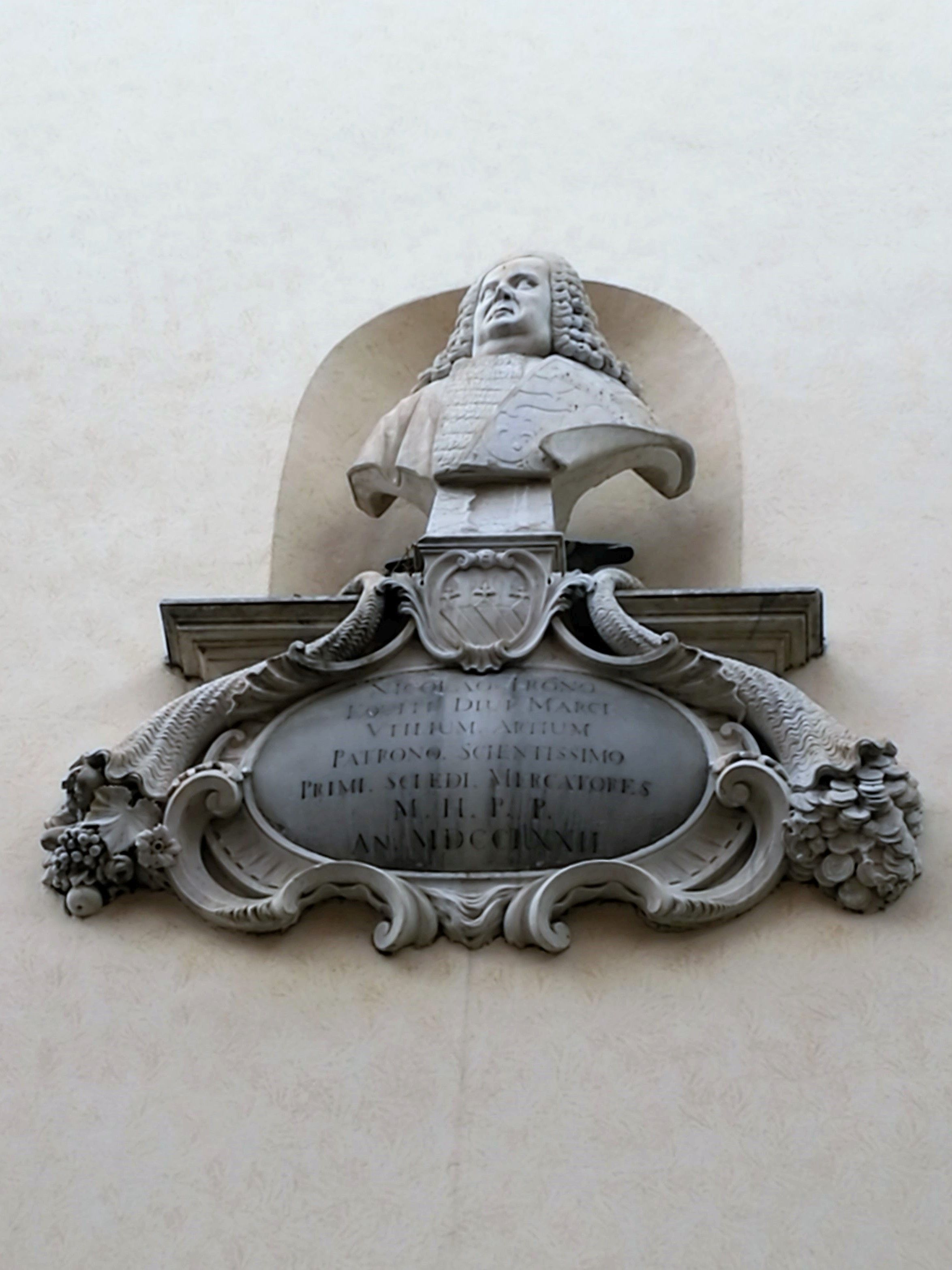
Busto di Niccolò Tron, scolpito da Pietro Danieletti, sulla facciata del Palazzo Toaldi Capra

## Variazioni sul nome
- Il nome Nicolò Tron è così riportato nei documenti dell'epoca e nella maggior parte degli studi degli storici contemporanei;
- nei monumenti in Prato della Valle a Padova e nel busto di Schio il nome è stato latinizzato e declinato al dativo: Nicolao Trono;
- in alcuni studi contemporanei (vedi anche la bibliografia) il nome viene italianizzato raddoppiando la "c": Niccolò Tron;
- nel registro della Royal Society, o almeno in quello riportato sul sito ufficiale, il nome perde l'accento e il cognome guadagna una "i": Troni Nicolo.[2]